# Vergilius Romanus
El Vergilius Romanus (Biblioteca Vaticana, Cod. Vat. lat. 3867), también conocido como Virgilio Romano, es un manuscrito iluminado del siglo V de las obras de Virgilio. Contiene la Eneida, las Geórgicas y algunas de las Bucólicas. Es uno de los más antiguos e importantes manuscritos virgilianos. Está formado por 309 folios de pergamino de 335 por 324 mm. Fue copiado en escritura capital romana con 18 líneas por página.

## Decoración
El Vergilius Romanus es uno de los pocos manuscritos ilustrados clásicos que se conservan. Como tal, su importancia para la historia del arte es enorme. El manuscrito conserva 19 ilustraciones pintadas por al menos dos artistas, ambos anónimos. El estilo de ambos artistas representa el comienzo de una ruptura con el estilo clásico. La forma humana se vuelve abstracta y aplanada, y se abandona la representación naturalista del espacio.
El primer artista pintó una sola miniatura en el folio 1 recto, una ilustración de la Primera Bucólica. En ella un vaquero, Títiro, toca una flauta sentado bajo un árbol. Las cabezas de tres vacas le contemplan desde detrás de éste. Mientras tanto, un cabrero, Melibeo, conduce una cabra por los cuernos bajo un árbol. Más cabras miran desde detrás de éste. Esta miniatura muestra algunos vestigios del estilo clásico. Las vacas y cabras mirando desde detrás de los árboles son un intento, aunque sin éxito, de crear la apariencia de espacio. Las ropas de los dos hombres caen de forma natural y sus cabezas aparecen en una vista de tres cuartos. La miniatura, a diferencia de todas las demás del manuscrito, carece de marco, lo que muestra un relación con la tradición de la ilustración de rollos de papiro.
El segundo artista demuestra una ruptura más radical con la tradición clásica en las restantes miniaturas. Todas ellas están enmarcadas en rojo y oro. El artista parece carecer de comprensión sobre el retrato del cuerpo humano, siendo incapaz de manejar una pose contorsionada, como se ven el folio 100 verso, donde una figura reclinada se retrata de manera muy poco convincente. Los rostros ya no se representan en la vista de tres cuartos sino frontalmente. Las ropas ya no caen naturalmente sino que se reducen a una líneas rítmicamente curvas. Las páginas se dividen a menudo en compartimentos separados (véase, por ejemplo, el folio 108r). Cuando aparece un paisaje no se intenta representar un espacio tridimensional. No hay línea de suelo y los objetos se disponen uniformemente por el campo, teniéndose cuidado para que no se solapen. El efecto es notablemente similar a algunos mosaicos de suelo romanos, que pueden haber servido de inspiración (véanse los folios 44 verso y 45 recto). El segundo artista era bueno, pero su interés eran más los patrones y las líneas que el retrato naturalista del espacio y la forma humana.

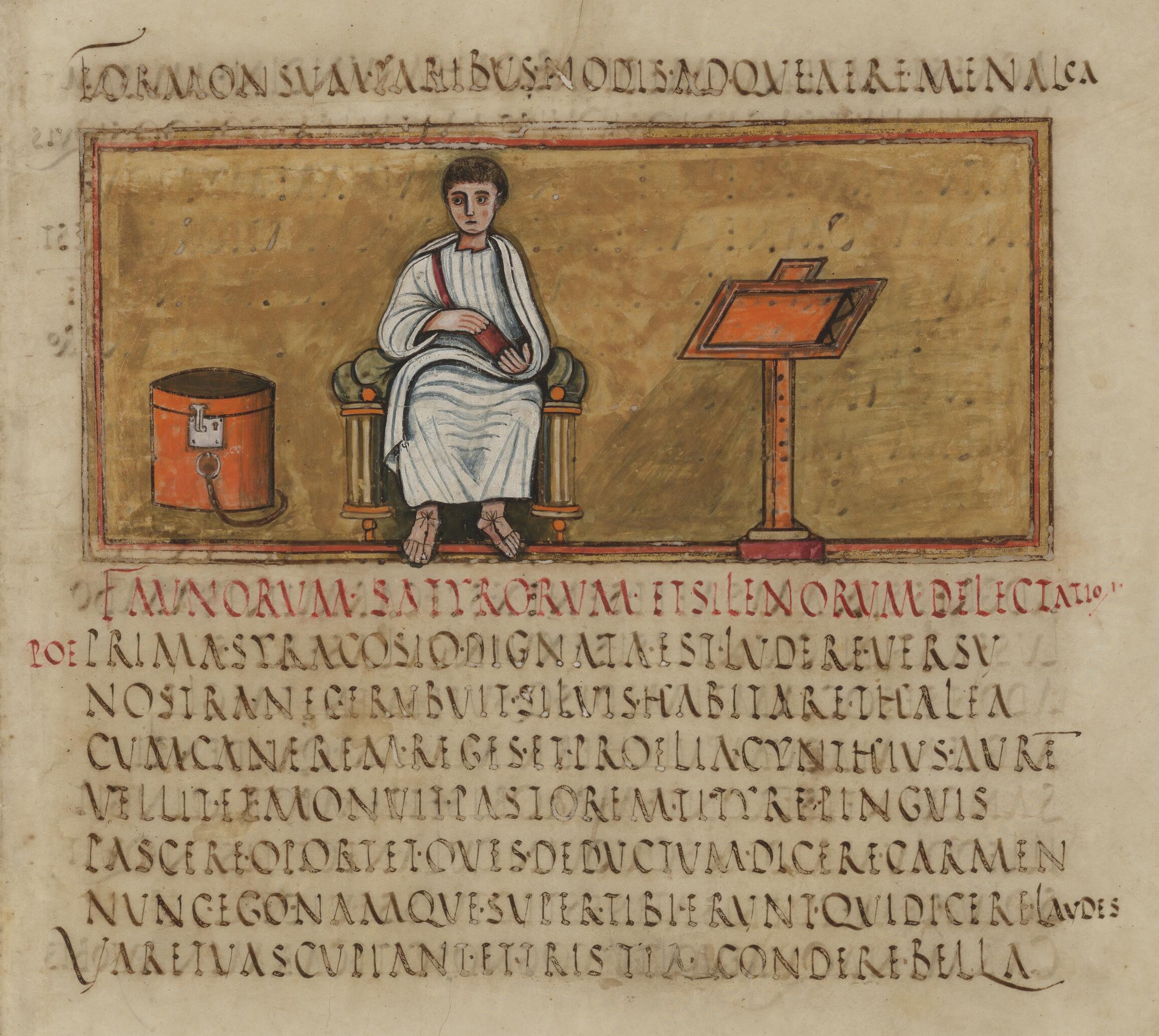
Folio 14 recto del Vergilius Romanus, conteniendo un retrato de Virgilio.

El manuscrito contiene tres retratos de autor (folios 3v, 9r y 14 r). Estos retratos muestran una relación con la antigua tradición de los rollos de papiros. Están insertados en la columna de texto dentro de un marco. Los retratos muestran a Virgilio sentado en una silla entre un atril y un cofre cerrado. En el retrato del folio 3v el atril aparece a la derecha de Virgilio y el cofre a su izquierda, al revés que en los otros dos.

## Origen
El Vergilius Romanus fue elaborado en una provincia indeterminada. A partir del estilo de algunos aspectos de las miniaturas se ha sugerido que se escribió en la Britania posromana. De ser así supondría el códice británico más antiguo conservado. Estuvo en la Basílica de Saint-Denis hasta el siglo XV. No se sabe cómo llegó allí ni cómo pasó al Vaticano.
El Vergilius Romanus no debe confundirse con el Vergilius Vaticanus (Biblioteca Vaticana, Cod. Vat. lat. 3225) o el Vergilius Augusteus, otros antiguos manuscritos virgilianos de la Biblioteca Vaticana.